# The Midwest Princess Tour
A Midwest Princess Tour Chappell Roan amerikai énekesnő második turnéja. A The Rise and Fall of a Midwest Princess című  debütáló albumát népszerűsítő koncertsorozat 2023. szeptember 25-én kezdődött a Goldfield Trading Companynál, Sacramentóban, az Egyesült Államokban, és a tervek szerint 2024. október 11-én ér véget az austini Zilker Parkban. 89 koncertet ér el 9 országban és 3 kontinensen.

## Fordítás
Ez a szócikk részben vagy egészben  a   The Midwest Princess Tour című angol Wikipédia-szócikk ezen változatának fordításán alapul.  Az eredeti cikk szerkesztőit annak laptörténete sorolja fel. Ez a jelzés csupán a megfogalmazás eredetét és a szerzői jogokat jelzi, nem szolgál a cikkben szereplő információk forrásmegjelöléseként.